# اشتراك لفظي تلفظي

المشترِكات اللفظية التلفظية هي المشترِكات اللفظية التي تشترك في لفظها أي تلفظ بالطريقة عينها لكنها تختلف في المعنى مثل الفعل هَنْدَسَ والاسم هَنْدَسَة والفعل عَرَفَ وكلمة عَرَفَة (كما في يوم عرفة) الذين يتشابهون في النطق ويختلفون في المعنى.
في اللهجات العربية ونتيجة لاختفاء الإعراب وظهور الاندماجات اللغوية ظهرت العديد من الاشتراكات اللفظية غير الموجودة في اللغة العربية الفصحى، كما اختفت بعض الاشتراكات المتواجدة سابقًا بسبب ظهور أصوات جديدة في هذه اللهجات. على سبيل المثال كلمتي ظَلَّ وضَلَّ يتشاركان لفظيًّا في كثير من اللهجات العربية إلا أن نطقهما يختلف في اللهجة الفصحى.